# Nazionale maschile di pallacanestro della Guyana
La nazionale di pallacanestro della Guyana è la rappresentativa cestistica della Guyana ed è posta sotto l'egida della Federazione cestistica della Guyana.

## Piazzamenti

### Campionati centramericani
- 1971 - 7°
- 1973 - 8°
- 1975 - 10°

### Campionati caraibici
- 2007 - 8º
- 2011 - 7º
- 2014 - 5º
- 2015 - 10º

## Formazioni

### Campionati centramericani
Campionato centramericano maschile di pallacanestro 1971Brusche, Caesar, Clarke, Fitzalbert, Henry, Joseph, Pickering, Walters, Wiltshire, All. Hewley Henry
Campionato centramericano maschile di pallacanestro 1973Brusche, Ceasar, Chalmers, Daniels, Fitzalbert, Henry, Hinds, Joseph, Kendall, Meusa, Pickering, Sullivan, All. Raymond Goulding
Campionato centramericano maschile di pallacanestro 1975C. Brusche, M. Brusche, Chalmers, Daniels, Devonish, Mel. Fitzalbert, Mer. Fitzalbert, Gonsalves, C. Hinds, K. Hinds, Joseph, Pickering, All. Eldon Vaughn

### Campionati caraibici
Campionato caraibico maschile di pallacanestro 2000Nurse, Ainsworth, Boyd, Martin, Bristol, Devonish, Ifill, Withrite, Ram, Loncke, L. Mohan, O. Mohan, All. -
Campionato caraibico maschile di pallacanestro 2007Withrite, K. Creppy, G. Klaiber, Benn, Davis, Powell, M. Creppy, A. Klaiber, All. Steve Nurse
Campionato caraibico maschile di pallacanestro 20114 Silland, 5 Roberts, 6 Stephney, 7 Gillis, 8 Fortune, 9 Marks, 10 Gullen, 12 Kanhai, 13 Webster, 14 McKenzie, 15 Elias,        All. -
Campionato caraibico maschile di pallacanestro 20144 Marshall, 5 Klaiber, 6 Ifill, 7 Kanhai, 8 Gullen, 9 Victor, 10 Stephney, 11 Thomas, 12 Roberts, 14 Webster,        All. -
Campionato caraibico maschile di pallacanestro 20154 Causway, 5 James, 6 Burnett, 7 Kanhai, 8 Gullen, 9 Squires, 10 Stephney, 11 Thomas, 12 Slater, 13 Williams, 14 R. James, 15 McKenzie,        All. Darcell Harris